# Benelux Tour
O Benelux Tour (atualmente Renewi Tour por razões de patrocínio) é uma corrida anual de ciclismo de estrada por etapas realizada na Bélgica e nos Países Baixos. É uma das competições do UCI WorldTour.

## História
A competição foi introduzida em 2005 como uma corrida do UCI ProTour e substituiu a Volta aos Países Baixos.
De 2005 a 2016, recebeu a designação Eneco Tour em virtude do patrocimento pela empresa holandesa de fornecimento de energia Eneco.
Em 2009, a competição seria renomeada Benelux Tour após uma possível perda do principal patrocinador. Porém, como o patrocinador estendeu seu compromisso, o nome permaneceu intacto.
Em 2017, o patrocinador Eneco foi substituído pelo corretor online holandês BinckBank.
Em 2021, sem patrocinador principal voltou a ser desenignada de Benelux Tour e em 2022 não se realizou por conflitos de calendário. Em 2023 a empresa de gestão de resíduos Renewi tornou-se no patrocinador principal, dando o seu nome à prova.
Desde 2011, a competição faz parte do UCI WorldTour.

## Palmarés

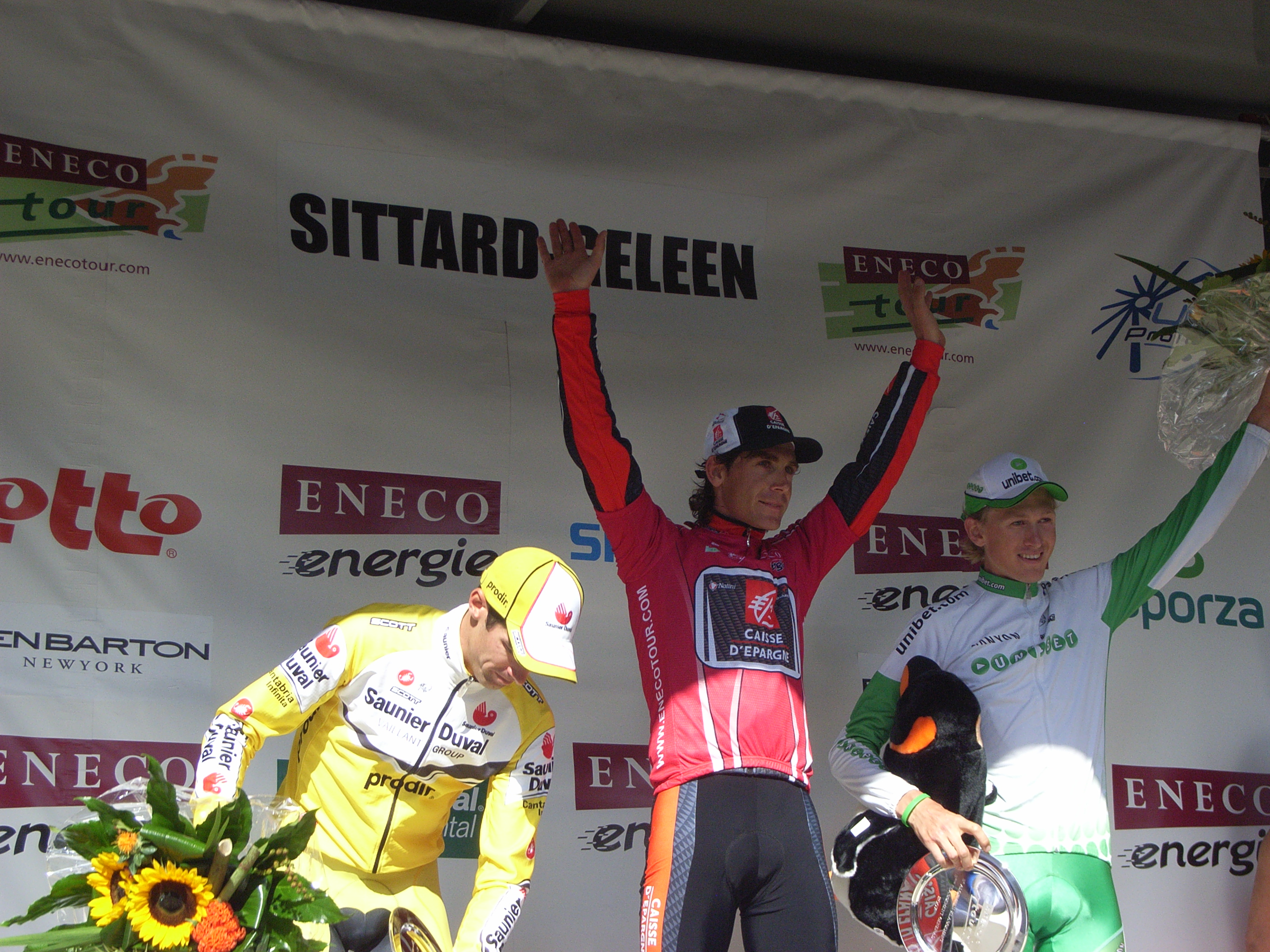
José Iván Gutiérrez (centro), David Millar (esquerda) e Gustav Larsson (direita) no pódio de 2007.

| Ano  | Vencedor             | Segundo              | Terceiro             |           |
| ---- | -------------------- | -------------------- | -------------------- | --------- |
| 2005 | Bobby Julich         | Erik Dekker          | Leif Hoste           |           |
| 2006 | Stefan Schumacher    | George Hincapie      | Vincenzo Nibali      |           |
| 2007 | Iván Gutiérrez       | David Millar         | Gustav Larsson       |           |
| 2008 | Iván Gutiérrez       | Sébastien Rosseler   | Michael Rogers       |           |
| 2009 | Edvald Boasson Hagen | Sylvain Chavanel     | Sebastian Langeveld  |           |
| 2010 | Tony Martin          | Koos Moerenhout      | Edvald Boasson Hagen |           |
| 2011 | Edvald Boasson Hagen | Philippe Gilbert     | David Millar         |           |
| 2012 | Lars Boom            | Sylvain Chavanel     | Niki Terpstra        |           |
| 2013 | Zdeněk Štybar        | Tom Dumoulin         | Andriy Hrivko        |           |
| 2014 | Tim Wellens          | Lars Boom            | Tom Dumoulin         |           |
| 2015 | Tim Wellens          | Greg Van Avermaet    | Wilco Kelderman      |           |
| 2016 | Niki Terpstra        | Oliver Naesen        | Peter Sagan          |           |
| 2017 | Tom Dumoulin         | Tim Wellens          | Jasper Stuyven       |           |
| 2018 | Matej Mohorič        | Michael Matthews     | Tim Wellens          |           |
| 2019 | Laurens De Plus      | Oliver Naesen        | Tim Wellens          |           |
| 2020 | Mathieu van der Poel | Søren Kragh Andersen | Stefan Küng          |           |
| 2021 | Sonny Colbrelli      | Matej Mohorič        | Victor Campenaerts   |           |
| 2022 | cancelado            | cancelado            | cancelado            | cancelado |
| 2023 | Tim Wellens          | Florian Vermeersch   | Yves Lampaert        |           |
| 2024 | Tim Wellens          | Alec Segaert         | Per Strand Hagenes   |           |

## Palmarés por países
Atualizado após edição de 2023
| País           | Victorias |
| -------------- | --------- |
| Países Baixos  | 4         |
| Bélgica        | 4         |
| Espanha        | 2         |
| Alemanha       | 2         |
| Noruega        | 2         |
| Estados Unidos | 1         |
| Chéquia        | 1         |
| Eslovênia      | 1         |
| Itália         | 1         |